# Социал-демократическая партия (Великобритания, 1990)
Социал-демократическая партия (СДП; англ. Social Democratic Party, SDP) — левоцентристская социально-консервативная политическая партия в Великобритании, созданная в 1990 году. Основана Джеком Холмсом, с 2018 года её возглавляет Уильям Клоустон.

## История
Нынешняя партия ведет своё происхождение от Социал-демократической партии, которая была сформирована в 1981 году группой оппозиционных членов парламента от Лейбористской партии и бывших членов кабинета Роя Дженкинса, Дэвида Оуэна, Билла Роджерса и Ширли Уильямс, которые стали известны как «Банда четырех». Первоначальная СДП объединилась с Либеральной партией в 1988 году, чтобы сформировать Либерально-демократическую партию, но Оуэн, два других депутата и часть партийных активистов сразу после этого сформировали свою организацию, назвав её Социал-демократической партией (1988–1990). Эта партия распалась в 1990 году после того, как на дополнительных выборах победила сатирическую Официальную партию безумных монстров, но активисты встретились и проголосовали за сохранение партии вопреки её Национальному исполнительному органу, что привело к созданию нынешней Социал-демократической партии.
В ноябре 2018 года СДП получила своего первого и единственного европейского парламентария, когда Патрик О'Флинн, член Европарламента от Восточной Англии, ушёл из Партии независимости Великобритании. Он работал в Европейском парламенте до 1 июля 2019 года. Среди видных членов — журналисты Род Лиддл и Джайлз Фрейзер.
На местных выборах 2022 года СДП получила место в городском совете Лидса от лейбористов, а позже в том же году консервативный член окружного совета Дербишир-Дейлс перешёл в Социаль-демократическую партии. На местных выборах 2023 года он получил второе место в городском совете Лидса от лейбористов, но уступил место в окружном совете Дербишир-Дейлс консерваторам.
В октябре 2022 года СДП объявила о заключении соглашения об участии в предстоящих выборах с партией Реформировать Соединённое королевство.